# Nabisco Masters 1989
Il Masters 1989 (chiamato anche Nabisco Masters 1989 per motivi di sponsorizzazione) è stato un torneo di tennis giocato sui campi in sintetico indoor del Madison Square Garden di New York negli Stati Uniti e nella Royal Albert Hall di Londra in Inghilterra. È stata la 20ª edizione del torneo di singolare di fine anno, la 16ª del torneo di doppio di fine anno ed era parte del Nabisco Grand Prix 1989. Il torneo di singolare si è giocato a New York dal 27 novembre al 3 dicembre 1989, Il torneo di doppio si è disputato a Londra dal 6 al 10 dicembre 1989.

## Campioni

### Singolare
Stefan Edberg ha battuto in finale  Boris Becker con il punteggio di 4–6, 7–6, 6–3, 6–1

### Doppio
Jim Grabb /  Patrick McEnroe hanno battuto in finale  John Fitzgerald /  Anders Järryd con il punteggio di 7–5, 7–6, 5–7, 6–3